# Rectificadora

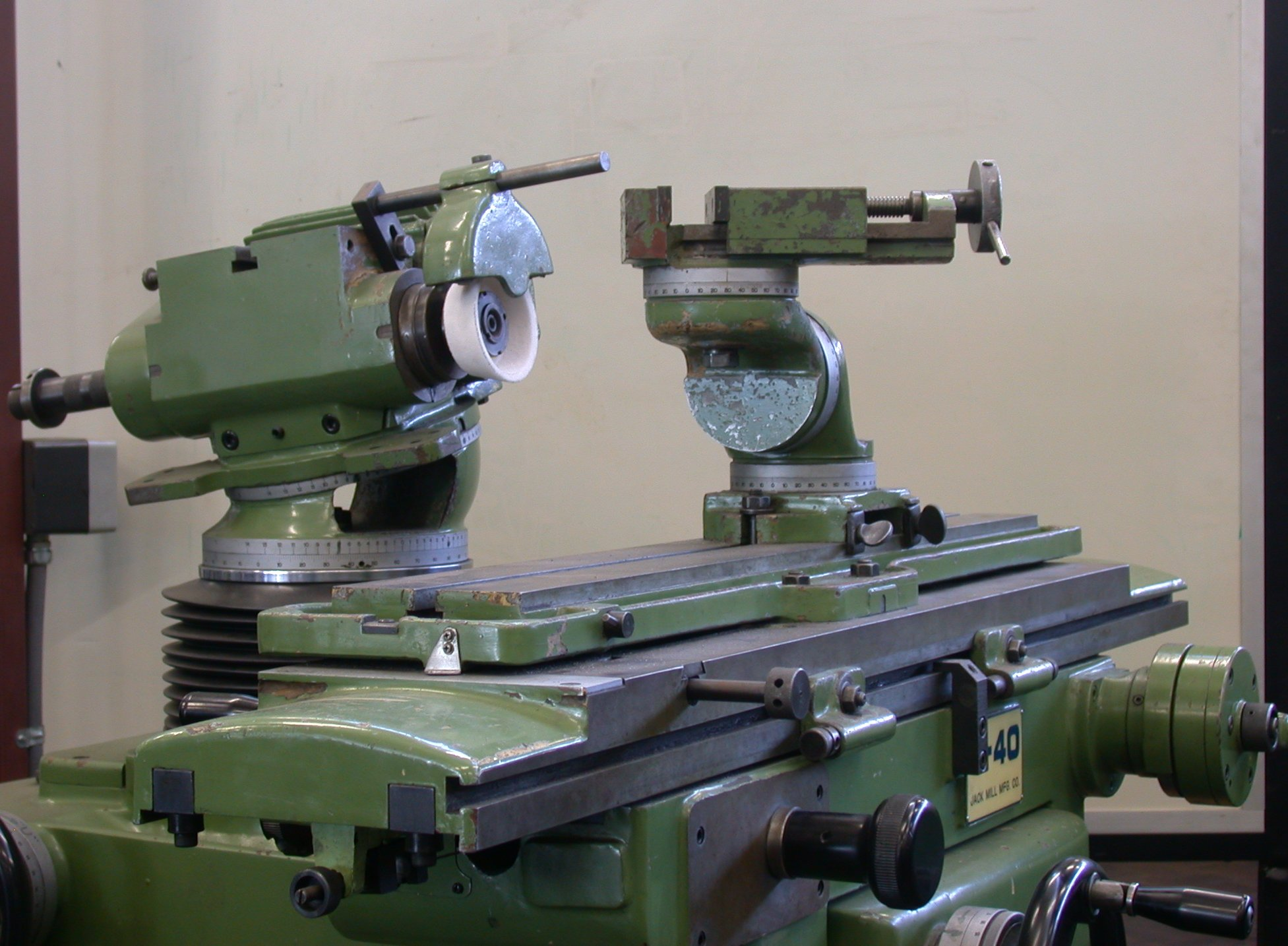
Rectificadora afiladora de herramientas de corte

La rectificadora es una máquina herramienta, utilizada para realizar mecanizados por abrasión, con mayor precisión dimensional y ,menores rugosidades que en el mecanizado por arranque de viruta. 
Las piezas que se rectifican son principalmente de acero endurecido mediante tratamiento térmico. Para el rectificado se utilizan discos abrasivos robustos, llamados muelas. El rectificado se aplica después de que la pieza se ha sometido a otras máquinas herramientas que le han quitado las impurezas mayores, dejando solamente un pequeño excedente de material para ser eliminado por la rectificadora con precisión. A veces, a una operación de rectificado le siguen otras de pulido y lapeado, como por ejemplo en la fabricación de cristales para lentes.

## Tipos de rectificadora

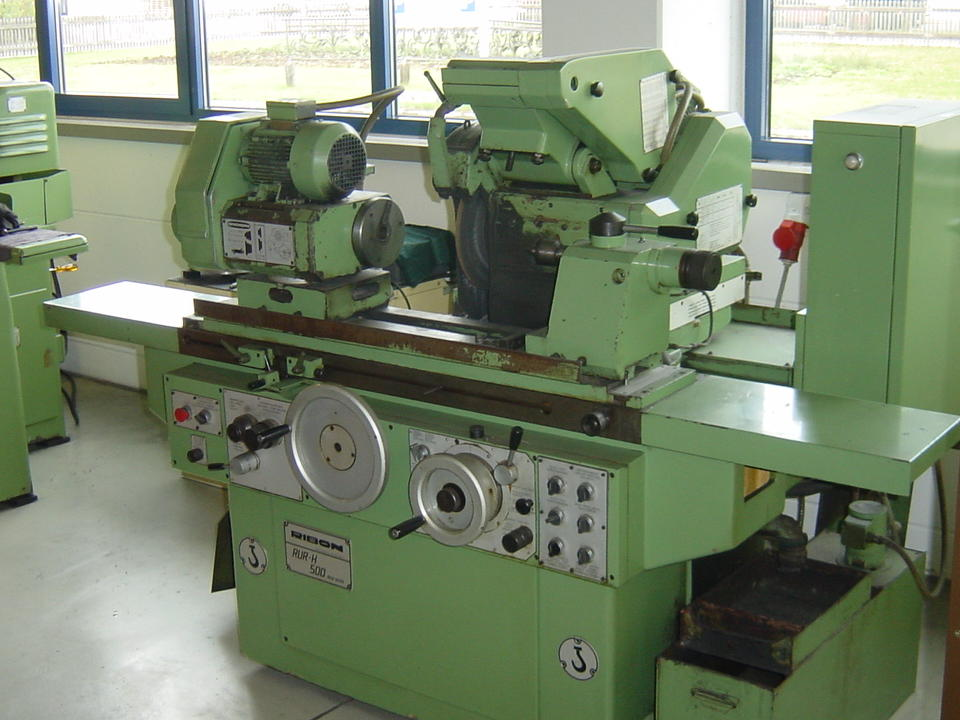
Rectificadora cilíndrica

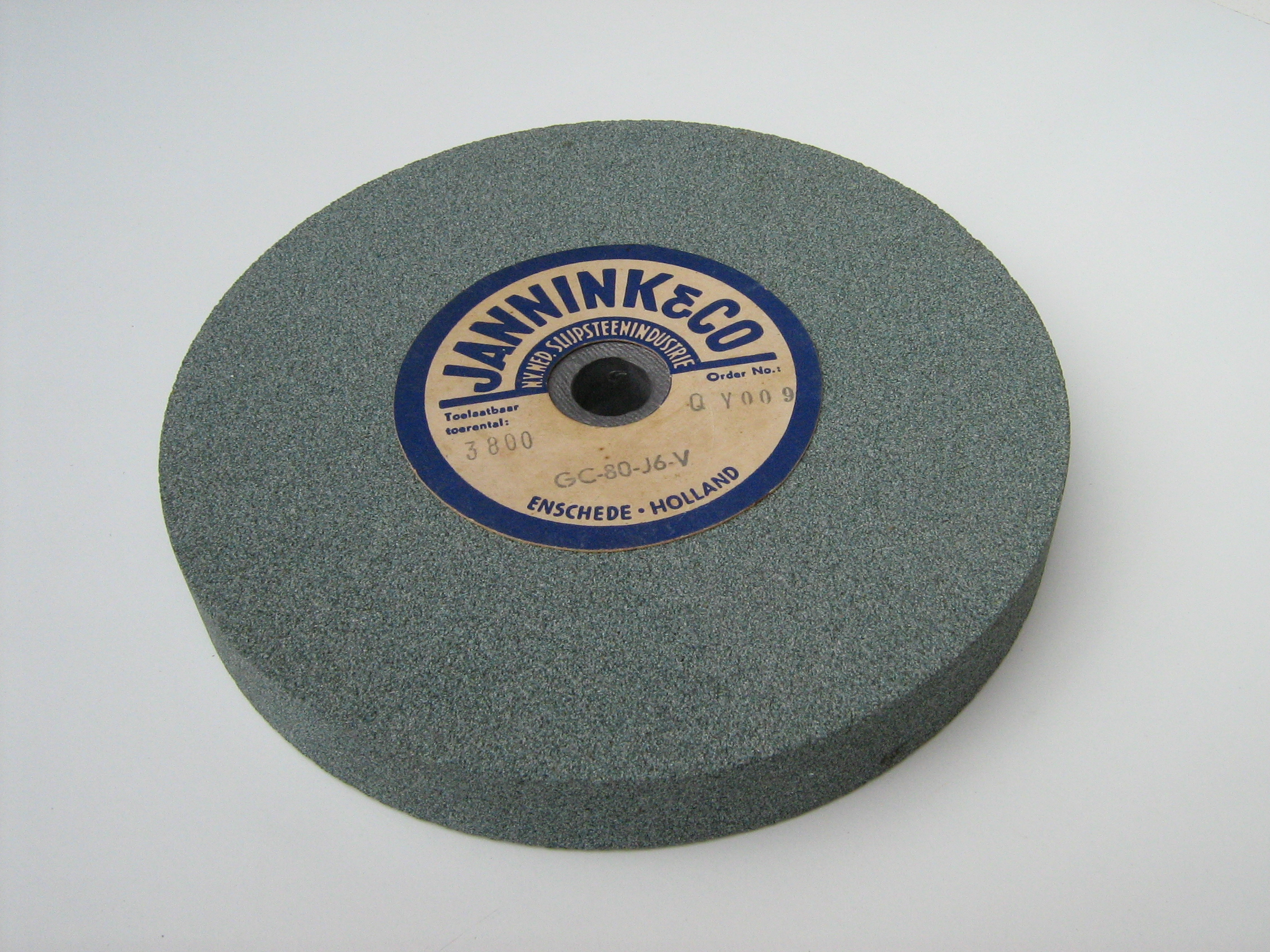
Muela de rectificadora universal

Las rectificadoras para piezas metálicas consisten en un bastidor que contiene una muela giratoria compuesta de granos abrasivos muy duros y resistentes al desgaste y a la rotura. La velocidad de giro de las muelas puede llegar a 30 000 rpm, dependiendo del diámetro de la muela.
Según las características de las piezas a rectificar se utilizan diversos tipos de rectificadoras, siendo las más destacadas las siguientes:
- Las rectificadoras planeadoras o tangenciales constan de un cabezal provisto de una muela y un carro longitudinal que se mueve en vaivén, en el que se coloca la pieza a rectificar. También puede colocarse sobre una plataforma magnética. Generalmente se utiliza para rectificar matrices, calzos y ajustes con superficies planas.[1]

- La rectificadora sin centros (centerless) no tiene centros. Se utiliza para el rectificado de pequeñas piezas cilíndricas, como bulones, casquillos, pasadores, etc. Permite automatizar la alimentación de las piezas, facilitando el funcionamiento continuo y la producción de grandes series de la misma pieza. En este caso, la superficie de la pieza se apoya sobre la platina de soporte entre el disco rectificador (que gira rápidamente) y la platina regulable pequeña (que se mueve lentamente).[2]

- Las rectificadoras universales se utilizan para todo tipo de rectificados en diámetros exteriores de ejes. Son máquinas de gran envergadura, cuyo cabezal portamuelas tiene un variador de velocidad para adecuarlo a las características de la muela que lleva incorporada y al tipo de pieza que rectifica.